# León Najnudel
León Najnudel (Buenos Aires, 14 de julio de 1941 - 22 de abril de 1998) fue un jugador y entrenador de baloncesto de Argentina. Es conocido por ser uno de los impulsores de la creación de la Liga Nacional de básquet de Argentina.

## Biografía
Como jugador se desempeñó en los clubes, Ferro Carril Oeste, Villa Crespo, Victoria, Barracas Juniors, Atlanta. 

### Liga Nacional de Básquet
El 26 de abril de 1985 nace la Liga Nacional de Básquet en Argentina. Un proyecto por el que Najnudel luchó mucho tiempo. Consistía en la participación de equipos de todo el país, y no solo de la ciudad de Buenos Aires. Esto les permitió adquirir una gran experiencia a nivel nacional como internacional. Las ciudades de Bahía Blanca y Córdoba, con una riquísima tradición en el deporte antes de la creación de la LNB mantuvieron y acrecentaron ese poderío. En Bahía Blanca, con los clubes Olimpo, Estudiantes y Pacífico. En Córdoba, con la Asociación Deportiva Atenas, institución con el récord de títulos ganados (9).

### Fallecimiento
Murió por causa de la leucemia. En el 2000 obtuvo el Premio Konex de forma póstuma como uno de los 5 mejores entrenadores de la década en la Argentina.

## Trayectoria

### Como entrenador
- 1963 - 1971 : Club Atlético Atlanta
- 1976 - 1982 : Ferro Carril Oeste -  Argentina.[1]
- 1983 - 1984 : Club Baloncesto Zaragoza -  España.
- 1986 - 1988 : Sport Club Cañadense -  Argentina.
- 1989 - 1990 : Ferro Carril Oeste -  Argentina.
- 1990 - 1991 : San Andrés -  Argentina.
- 1991 - 1993 : Gimnasia y Esgrima (Comodoro Rivadavia) -  Argentina.
- 1993 - 1995 : Boca Juniors -  Argentina
- 1995 - 1996 : Racing Club -  Argentina
- 1996 - 1998 : Ferro Carril Oeste -  Argentina.

## Palmarés
- 1981 - Campeonato Sudamericano de Clubes Campeones – Ferro Carril Oeste.
- 1982 - Campeonato Sudamericano de Clubes Campeones – Ferro Carril Oeste.
- 1983 - Copa del Rey de Baloncesto - Club Baloncesto Zaragoza.
- 1989 - Campeón de la LNB – Ferro Carril Oeste.

### Distinciones
- Entrenador del Año de la LNB - 1989.
- Juego de las Estrellas de la LNB - 1988, 1990.

## Estadísticas
- Partidos de Liga: 455 partidos con 241 victorias y 214 derrotas. (53,80 %)
- Series regulares: 396 partidos con 207 victorias y 188 derrotas. (53,35 %)
- Postemporadas: 60 partidos con 34 victorias y 26 derrotas